# Мессажай
Мессажай — село в Туапсинськом районі Краснодарського краю у складі Вельмінівського сільського поселення.
Населення — 1 200 осіб.
Село розташоване в басейні Туапсинки за 6 км на північний схід від міста Туапсе. Назва від адигейського мес сади — кизиловий ліс.